# Pierre-Henri Arnstam
Pierre-Henri Arnstam est un journaliste français et le maire de la commune de Villeréal dans le département de Lot-et-Garonne en France. Il est depuis 2010 le président du festival du film de Sarlat.

## Biographie
- 1985 – 1986 et 1996 - 2000 : directeur de l'information sur Antenne 2 puis France 2[1].
- 1987 - 1996 : producteur du Téléthon, avec Jean-Pierre Spiero
- 2001 - 2007 : président du Festival de Biarritz (cinéma et cultures d'Amérique latine)
- 2008 -      : président de Aquitaine Image Cinema
- Depuis 2008 : maire de la commune de Villeréal (Lot-et-Garonne)
- Depuis 2010 : Président du Festival du film de Sarlat
- Depuis décembre 2010 - Président de l'Espace Productions 47 - entité juridique du bureau d’accueil des tournages du Lot-et-Garonne.